# The Fame Monster
The Fame Monster (рус. Монстр Славы) — третий мини-альбом американской исполнительницы Леди Гаги и переиздание её дебютного альбома The Fame, выпущенный 18 ноября 2009 года. Изначально планировалось, что это будет только переиздание дебютного альбома, куда должны были бы войти восемь новых композиций, но впоследствии певицей было принято решение о том, что эти песни будут выпущены самостоятельным изданием. 15 декабря стало доступно издание Super Deluxe Fame Monster, содержащее сразу оба альбома и дополнительные материалы.
Альбом посвящён тёмной стороне славы, которую Гага испытала во время своего первого мирового тура, и которая выражена метафорой monster (монстр). Связь с дебютным альбомом проходит через концепцию инь и ян. Оформлением альбома занимался французский дизайнер Эди Слиман (фр. Hedi Slimane), придавший певице готический образ на фотосессии, а сами композиции вдохновлены сочетаниями готической музыкой с модными дефиле, реализованными в поп-направлении. Работа в основном получила положительный приём со стороны критиков, которые отметили творческий потенциал артистки, концептуальную идею пластинки, а также продакшн альбома. На сайте-агрегаторе Metacritic пластинка набрала 78 баллов из 100 возможных на основе отзывов 13 авторитетных изданий.
После выпуска альбома в ряде европейских стран его еженедельные продажи стали суммироваться с продажами альбома The Fame, в то время как в чартах Америки, Канады и Японии можно встретить оба альбома. The Fame Monster достиг первого места в большинстве крупных стран, как и первый сингл «Bad Romance». Песня возглавила хит-листы Британии и Канады, и второй позиции в Billboard Hot 100. Тур в поддержку альбома, — The Monster Ball — стартовавший 27 ноября в Канаде, продлился до мая 2011 года. В 2011 году альбом был номинирован на премию «Грэмми» сразу в двух категориях — «Альбом года» и «Лучший вокальный поп-альбом» — и победил в последней.

## Об альбоме

Lady Gaga исполняет песню «Speechless» во время The Monster Ball Tour

В Северной Америке и Великобритании The Fame Monster был выпущен как восьмитрековый альбом 23 ноября 2009 года. Между тем официальный сайт Гаги подтвердил выход делюкс-версии, которая будет включать первый альбом певицы The Fame как бонус-диск. Первоначально было запланировано выпустить делюкс-версию, однако Гага посчитала это неправильным и было решено выпустить альбом отдельным диском. Во время совместного с Dr. Dre выпуска её так же названных наушников Гага сказала о переиздании:

Я думаю переиздание — это нечестно, […] Это для артистов, которые включают новые синглы в уже законченные работы, чтобы держать альбом на плаву. Первоначально мой лейбл хотел включить только три новые песни, но теперь их намного больше. Теперь это цельный материал для нового альбома.
Относительно названия The Fame Monster Гага сказала, что это было лишь совпадением, что оно похоже на название наушников, которые она смоделировала. Она к тому времени, в марте, уже написала песню «Monster», до того, как у неё была встреча с Dr. Dre и Нилом Ли, президентом компании Monster Cable Products, для того, чтобы обсудить будущее сотрудничество. Позже Гага объяснила, что тогда она сходила с ума по фильмам с монстрами, и заявила, что: «Это было похоже на то, что меня захватило изучение звёздности и тех способов, которыми слава становится монстром в обществе. И это то, о чём мой новый альбом, и это прекрасный шаг вперёд». Первым синглом из нового альбома был выпущен «Bad Romance». Позже Гага сообщила, что переиздание будет содержать восемь новых песен, плюс её дебютный альбом полностью. The Fame Monster написан о той стороне славы, с которой Гага столкнулась в 2008—2009 годах. Она объяснила, что:

На моём переиздании The Fame Monster я написала обо всём, о чём я не писала на The Fame. Во время путешествия по миру в течение двух лет, я столкнулась с несколькими монстрами, каждый из которых представлен в различных песнях на новой пластинке: это мой «Страх Монстра секса», «Страх Монстра алкоголя», «Страх Монстра Любви», «Страх Монстра смерти», мой «Страх Монстра одиночества» и так далее.

Я провела много ночей в Восточной Европе и этот альбом — поп-эксперимент с индустриально-готическими битами, танцевальными мелодиями 90-х, наваждением того лирически гениального меланхолического попа 80-х и подиума. Я писала в то время, как смотрела модные показы без звука и я должна сказать, что моя музыка была создана для них.
Среди других песен Гага выделила балладу «Speechless», которую она посвятила своему отцу. Она также отметила, что новые песни не затрагивают темы денег и славы, а скорее что-то среднее между ними и были написаны для её фанатов. Гага сравнила настроение альбомов «The Fame» и «The Fame Monster», как противоположные и назвала их соответствующими инь и ян. По её утверждениям, она чувствовала раздвоение личности во время создания альбома. В интервью каналу MTV она говорила: «Я готова к будущему, но я жалею о прошлом […] И это действительно важный обряд для движения — необходимо всё отпустить. Вы должны всё оплакать так, как будто оно умерло и после вы сможете двигаться дальше, примерно об этом и альбом».

## Состав

Lady Gaga исполняет песню «Monster» во время The Monster Ball Tour

"Знаете, мой отец пятнадцать лет страдал пороком сердца. У него были проблемы с кровообращением, и долгое время его тело перекачивало только треть необходимой крови при каждом ударе его сердца. И после он решил, что не будет делать хирургическую операцию, и сказал моей матери и мне, что он решил, пусть всё идёт, как идёт. <…> И я была в турне и не могла уехать, поэтому я пошла в студию и написала эту песню «Speechless». <…> Мой отец позвонил мне после того, как выпил немного алкоголя и я не знала, что сказать. Я онемела и я просто боялась, что потеряю его и не смогу быть там. <…> Я написала эту песню, как просьбу к нему."
По мнению обозревателя газеты The Independent, первая песня альбома — «Bad Romance» — задаёт тон всему альбому, чья доминантная атмосфера и эстетика, от монохромной обложки до использования эмблемы меча в оформлении, — полностью готична. Слова «I want your ugly; I want your disease…» в «Bad Romance» отсылают к произведениям Boney M., и он музыкально напоминает пятый студийный альбом Black Celebration группы Depeche Mode. Лирика содержит зомби-метафоры в песне «Monster» («Он съел моё сердце…»), «казачью» музыку в «Teeth» («Попробуй кусок моего мяса плохой девочки…») и «Dance in the Dark» («Силикон, солончак, яд, введён в меня…»). Последующая лирика также обращается к знаменитым людям, которые погибли трагической смертью: Мэрилин Монро, Джуди Гарленд, Сильвия Плат, принцесса Диана, Либераче и Джонбенет Рэмси. «Monster» музыкально состоит из пилозвучащих синтезаторов и инструментовки из жёстких ударных. «Speechless» — это вдохновлённая роком 1970-х баллада, затрагивающая тему жестокости в отношениях с лирикой: «I can’t believe how you slurred at me with your half-wired broken jaw» (рус. Я не могу поверить, ты ударил меня, с твоей полузашитой, сломанной челюстью). Песня состоит из вокальных гармоний и гитарных рифов, которые, по мнению электронного журнала PopMatters, сопоставимы с работами Фредди Меркьюри и Queen. Песня записана только с живым инструментами: ударные, гитары, бас. Гага записала партию фортепиано. Песня была спродюсирована Роном Фэйр.
Пятый трек альбома, песня «Dance in the Dark», описывает девушку, которая чувствует себя некомфортно, занимаясь сексом. Говоря о песне, Гага сказала: «Она не хочет, чтобы её мужчина видел её голой. Она будет свободной и она выпустит своего внутреннего зверя наружу, но только когда погаснут огни». В «So Happy I Could Die» Гага представляет оду сексуальным чувствам и действиям, где она поёт «I love that lavender blonde/ The way she moves the way she walks/ I touch myself, can’t get enough» (рус. «Я люблю ту лавандовую блондинку/ То как она двигается, то как она ходит/ Я трогаю себя, но не могу полностью насладиться»). По существу, это песней о любви, но объектом любви в данном случае оказывается сама Гага, в то время как она говорит с собой, смотрит на себя, выпивает, танцует и мастурбирует. Голос Гаги в песне кажется очень спокойным. В песне также используется Auto-Tune. «Alejandro» включает элементы музыки групп ABBA и Ace of Base, с лирикой, говорящей о том, что Гага отвергает гарем латиноамериканских мужчин. «Telephone» говорит о том, что певица предпочитает танцевать больше, чем отвечать на звонки своего парня. Последняя песня «Teeth» содержит в себе элементы госпела, а лирика написана в садо-мазо-стиле.

## Релиз и творческая работа

Lady Gaga исполняет песню «So Happy I Could Die»

Первоначально альбом должен был стать просто переизданием дебютного альбома Гаги The Fame в двухдисковом бокс-сете. Однако в интервью MTV 12 ноября 2009 года Гага сказала, что альбом выйдет на одном диске, как самостоятельная творческая работа. Гага также объявила о версиях альбома The Fame Monster Deluxe Edition и Super Deluxe Fame Monster Pack, которые были изданы 15 декабря 2009 года. Второй из двух должен был содержать эксклюзивные продукты, изготовленные креативной командой Гаги Haus of Gaga, и даже локон волос исполнительницы. Гага объяснила эти решения так:

В середине работы над The Fame Monster, ко мне неожиданно пришло откровение, что это по сути мой второй альбом […] Я не могла не добавить, ни убрать ни одной песни с этого EP. Альбом оказался полностью законченной, концептуальной и сильной, крепко стоящей на ногах пластинкой, которой не нужен The Fame. Для тех, у кого нет моего дебютного альбома, мы выпустили серию коллекционных двойных дисков, включающих оба альбома, и специальные арт-продукты, созданные Haus of Gaga совместно с нашим руководителем Эди Слиманом.

3 мая 2010 года The Fame Monster был издан на USB Drive как The Fame Monster Limited Edition. В альбом вошла изменённая версия альбома The Fame Monster, а также 9 ремиксов, 8 музыкальных видео Гаги, цифровой буклет, обложки синглов и фото-галерея исполнительницы.
Две обложки для альбома были сняты дизайнером и фотографом Хейди Слимэн. Первое изображение показывает Гагу с белыми волосами, одетую в чёрный жакет. Второе изображение показывает Гагу с чёрными волосами и потёкшей тушью. Объясняя концепцию обложки, Гага говорила, что когда она села и стала придумывать общую концепцию альбома, ей захотелось сделать обложку в темнейшем и острейшем ключе, чем всё созданное ей ранее. Однако её лейбл посчитал представленную работу слишком сложной и готичной, назвав её не попсовой. Гага заявила в ответ, что:

Вы понятия не имеете, что такое поп, потому что каждый говорил мне, что я не была попсовой в прошлом году, ну и что из того, уж я то знаю, что такое поп. […] Это забавно, потому что я думала и думала и думала над этим, и, в конечном итоге, остановилась на двух обложках, потому что хотела через них представить инь и ян концепцию моего альбома […] Мне не хочется создавать гламурные фото, где я буду похожа на всех этих блондинок. Я хочу чтобы мои фанаты увидели эти фото и сказали: «Я понимаю, что она чувствует».

## Позиции в чартах

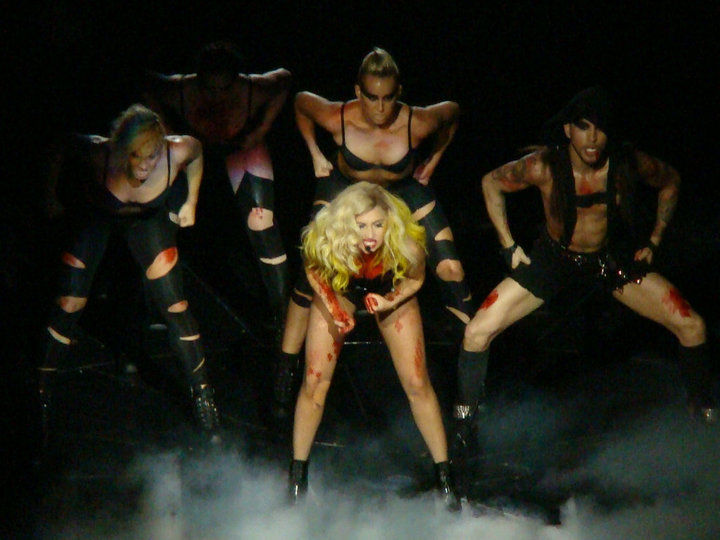
Гага исполняет песню «Teeth» на The Monster Ball Tour.

В России диск дебютировал в чарте «Россия Top 25» 1 декабря 2009 года на 7 позиции (как и в большинстве стран, продажи были суммированы с продажами альбома The Fame) и сразу же получил статус трёхкратного золотого диска с общим тиражом двух альбомов более 30 тысяч копий. Во вторую неделю продажи диска упали до 11-й позиции. В третью неделю альбом достиг 6 позиции. В четвёртую неделю альбом достиг 5-й позиции (наивысшая точка для «The Fame») и был признан дважды платиновым, с суммарным проданным тиражом более 40 тысяч копий. Далее по неделям альбом занимал: 5-ю позицию (5-я неделя), 4-ю позицию (6 неделя), пока не достиг своего пика (3 позиция) в седьмую и восьмую недели продаж. В марте 2010 года альбом, достигший тиража продаж более 60 тысяч копий, получил трёхкратный платиновый статус. 16 июня 2010 альбом достиг четырежды платинового статуса в России — впервые после того, как такого же статуса достиг альбом Мадонны Hard Candy, выпущенный в 2008 году. Общий тираж альбома составил более 80 тысяч копий. 
 В общей сложности альбом провёл в российском чарте 66 недель, став четырежды платиновым, но максимальным достижением для него была лишь третья позиция.
В США отдельный диск The Fame Monster занял пятую позицию с объёмом продаж в 174 000 экземпляров, в то время как двойной диск делюкс-издания, включая альбом The Fame, занял шестую позицию с объёмом продаж 151 000. Альбом также возглавил Top Digital Albums с продажами в 65 000 загрузок. Семь из восьми песен с альбома также попали в Hot Digital Songs. Альбом также возглавил Dance/Electronic Albums, заменив первоначальную версию The Fame. В Канаде альбом дебютировал и достиг шестой позиции в Canadian Albums Chart.

## Синглы
- «Bad Romance» был выбран первым синглом из альбома. Он был выпущен 26 октября 2009 года. В одном интервью Гага упомянула, что песня представляет собой «страх любви». Песня достигла второго места в Billboard Hot 100. Клип на данную композицию взял 10 номинаций на MTV VMA 2010, из которых 8 выиграл (включая самую престижную «Видео года»).
- Вторым синглом стала песня «Telephone», записанная совместно с певицей Бейонсе. Он был выпущен 15 февраля 2010 года. Изначально Гага написала песню для Бритни Спирс, но лейбл Бритни отказался от песни, и Гага решила оставить её себе. Песня достигла третьей позиции в Hot 100. Клип на песню заработал одну награду на MTV VMA 2010 в номинации «Лучший дуэт».
- Третьим синглом с альбома была выбрана песня «Alejandro». Релиз сингла состоялся 18 мая 2010 года. Сингл достиг пятого места в Hot 100. Изначально третьим синглом с альбома планировалось выпустить песню «Dance in the Dark», но из за разногласий с лейблом было принято решение выпустить синглом «Alejandro». Клип на песню был выпущен 8 июня 2010 года.
- Последним синглом стала песня «Dance in the Dark». Сингл был выпущен исключительно для Австралии, Франции и ЮАР 26 июля 2010 года. Изначально именно эта песня должна была стать третьим синглом; «Dance in the Dark» именуется как «страх Монстра секса».

## Список композиций
| №  | Название                          | Автор(ы)                                                             | Продюсер(ы)                     | Длительность |
| -- | --------------------------------- | -------------------------------------------------------------------- | ------------------------------- | ------------ |
| 1. | «Bad Romance»                     | RedOne, Леди Гага                                                    | RedOne                          | 4:55         |
| 2. | «Alejandro»                       | RedOne, Леди Гага                                                    | RedOne                          | 4:34         |
| 3. | «Monster»                         | RedOne, Леди Гага, Space Cowboy                                      | RedOne                          | 4:09         |
| 4. | «Speechless»                      | Леди Гага                                                            | Рон Фэр                         | 4:31         |
| 5. | «Dance in the Dark»               | Леди Гага, Фернандо Гарибэй                                          | Гарибэй                         | 4:49         |
| 6. | «Telephone» (при участии Бейонсе) | Леди Гага, Родни Джеркинс, Лашон Дэниелс, Лэзонэйт Франклин, Бейонсе | Джеркинс                        | 3:41         |
| 7. | «So Happy I Could Die»            | Леди Гага, RedOne, Space Cowboy                                      | RedOne, Леди Гага, Space Cowboy | 3:55         |
| 8. | «Teeth»                           | Леди Гага, Таджа Райли                                               | Тедди Райли                     | 3:41         |

| №  | Название                        | Автор(ы)          | Продюсер(ы) | Длительность |
| -- | ------------------------------- | ----------------- | ----------- | ------------ |
| 9. | «Bad Romance» (Starsmith Remix) | RedOne, Леди Гага | Starsmith   | 4:56         |

| №   | Название                                                                       | Автор(ы)                                        | Продюсер(ы)     | Длительность |
| --- | ------------------------------------------------------------------------------ | ----------------------------------------------- | --------------- | ------------ |
| 9.  | «Bad Romance» (Starsmith Remix)                                                | RedOne, Леди Гага                               | Starsmith       | 4:56         |
| 10. | «Telephone» (Passion Pit Remix) (при участии Бейонсе))                         | Леди Гага, Джеркинс, Дэниелс, Франклин, Бейонсе | Passion Pit     | 5:13         |
| 11. | «Paparazzi» (Demolition Crew Remix) (radio edit))                              | Леди Гага, Роб Фьюсари                          | Demolition Crew | 3:54         |
| 12. | «Just Dance» (Deewaan Remix) (при участии Ashking, Wedis, Lush и Young Thoro)) | Леди Гага, RedOne, Aliaune Thiam                | Deewaan         | 4:17         |
| 13. | «LoveGame» (Robots to Mars Remix)                                              | Леди Гага, RedOne                               | Robots to Mars  | 3:14         |
| 14. | «Eh, Eh (Nothing Else I Can Say)» (Frankmusik Remix)                           | Леди Гага, Мартин Киршенбаум                    | Фрэнкмьюзик     | 3:48         |
| 15. | «Poker Face» (live at The Cherrytree House) (piano & voice version))           | Леди Гага, RedOne                               | Киршенбаум      | 3:38         |
| 16. | «Bad Romance» (Grum Remix)                                                     | RedOne, Леди Гага                               | Grum            | 4:51         |
| 17. | «Telephone» (Alphabeat Remix) (при участии Бейонсе))                           | Леди Гага, Джеркинс, Дэниелс, Франклин, Бейонсе | Alphabeat       | 5:13         |

| №   | Название                                           | Автор(ы)                                            | Продюсер(ы)                | Длительность |
| --- | -------------------------------------------------- | --------------------------------------------------- | -------------------------- | ------------ |
| 1.  | «Just Dance» (featuring Colby O'Donis)             | Lady Gaga, RedOne, Aliaune Thiam                    | RedOne                     | 4:02         |
| 2.  | «LoveGame»                                         | Lady Gaga, RedOne                                   | RedOne                     | 3:39         |
| 3.  | «Paparazzi»                                        | Lady Gaga, Rob Fusari                               | Fusari, Lady Gaga (co)     | 3:30         |
| 4.  | «Poker Face»                                       | Lady Gaga, RedOne                                   | RedOne                     | 3:59         |
| 5.  | «Eh, Eh (Nothing Else I Can Say)»                  | Lady Gaga, Martin Kierszenbaum                      | Kierszenbaum               | 2:57         |
| 6.  | «Beautiful, Dirty, Rich»                           | Lady Gaga, Fusari                                   | Fusari                     | 2:53         |
| 7.  | «The Fame»                                         | Lady Gaga, Kierszenbaum                             | Kierszenbaum               | 3:43         |
| 8.  | «Money Honey»                                      | Lady Gaga, RedOne, Bilal Hajji                      | RedOne                     | 2:52         |
| 9.  | «Starstruck» (featuring Space Cowboy and Flo Rida) | Lady Gaga, Kierszenbaum Nick Dresti, Tramar Dillard | Kierszenbaum, Space Cowboy | 3:39         |
| 10. | «Boys Boys Boys»                                   | Lady Gaga, RedOne                                   | RedOne                     | 3:22         |
| 11. | «Paper Gangsta»                                    | Lady Gaga, RedOne                                   | RedOne                     | 4:25         |
| 12. | «Brown Eyes»                                       | Lady Gaga, Fusari                                   | Fusari, Lady Gaga (co)     | 4:05         |
| 13. | «I Like It Rough»                                  | Lady Gaga, Kierszenbaum                             | Kierszenbaum               | 3:24         |
| 14. | «Summerboy»                                        | Lady Gaga, Brian Kierulf, Josh Schwartz             | Brian & Josh               | 4:14         |

| №   | Название       | Автор(ы)                        | Продюсер(ы) | Длительность |
| --- | -------------- | ------------------------------- | ----------- | ------------ |
| 15. | «Disco Heaven» | Lady Gaga, Fusari, Tom Kafafian | Fusari      | 3:41         |

| №                   | Название                                           | Автор(ы)                                 | Продюсер(ы)                | Длительность |
| ------------------- | -------------------------------------------------- | ---------------------------------------- | -------------------------- | ------------ |
| 1.                  | «Just Dance» (featuring Colby O'Donis)             | Lady Gaga, RedOne, Thiam                 | RedOne                     | 4:02         |
| 2.                  | «LoveGame»                                         | Lady Gaga, RedOne                        | RedOne                     | 3:39         |
| 3.                  | «Paparazzi»                                        | Lady Gaga, Fusari                        | Fusari, Lady Gaga (co)     | 3:30         |
| 4.                  | «Poker Face»                                       | Lady Gaga, RedOne                        | RedOne                     | 3:59         |
| 5.                  | «I Like It Rough»                                  | Lady Gaga, Kierszenbaum                  | Kierszenbaum               | 3:24         |
| 6.                  | «Eh, Eh (Nothing Else I Can Say)»                  | Lady Gaga, Kierszenbaum                  | Kierszenbaum               | 2:57         |
| 7.                  | «Starstruck» (featuring Space Cowboy and Flo Rida) | Lady Gaga, Kierszenbaum, Dresti, Dillard | Kierszenbaum, Space Cowboy | 3:39         |
| 8.                  | «Beautiful, Dirty, Rich»                           | Lady Gaga, Fusari                        | Fusari                     | 2:53         |
| 9.                  | «The Fame»                                         | Lady Gaga, Kierszenbaum                  | Kierszenbaum               | 3:43         |
| 10.                 | «Money Honey»                                      | Lady Gaga, RedOne, Hajji                 | RedOne                     | 2:52         |
| 11.                 | «Boys Boys Boys»                                   | Lady Gaga, RedOne                        | RedOne                     | 3:22         |
| 12.                 | «Paper Gangsta»                                    | Lady Gaga, RedOne                        | RedOne                     | 4:25         |
| 13.                 | «Brown Eyes»                                       | Lady Gaga, Fusari                        | Fusari, Lady Gaga (co)     | 4:05         |
| 14.                 | «Summerboy»                                        | Lady Gaga, Kierulf, Schwartz             | Brian & Josh               | 4:14         |
| 15.                 | «Disco Heaven»                                     | Lady Gaga, Fusari, Tom Kafafian          | Fusari                     | 3:41         |
| 16.                 | «Retro, Dance, Freak»                              | Lady Gaga, Fusari                        | Fusari                     | 3:23         |
| Общая длительность: | Общая длительность:                                | Общая длительность:                      | Общая длительность:        | 57:24        |

| №   | Название              | Автор(ы)          | Продюсер(ы) | Длительность |
| --- | --------------------- | ----------------- | ----------- | ------------ |
| 16. | «Again, Again»        | Lady Gaga, Fusari | Fusari      | 3:05         |
| 17. | «Retro, Dance, Freak» | Lady Gaga, Fusari | Fusari      | 3:23         |

| №  | Название                  | Длительность |
| -- | ------------------------- | ------------ |
| 1. | «Bad Romance» (Видеоклип) | 5:15         |
| 2. | «Bad Romance» (За кадром) | 3:42         |

## Чарты и продажи
| Страна (2009)                       | Высшее место |
| ----------------------------------- | ------------ |
| Argentinian Albums Chart            | 8            |
| Australian Albums Chart             | 1            |
| Austrian Albums Chart[A]            | 1            |
| Belgian Albums Chart (Фландрия)     | 1            |
| Belgian Albums Chart (Валлония)     | 5            |
| Brazilian Albums Chart              | 3            |
| Canadian Albums Chart               | 6            |
| Croatian International Albums Chart | 1            |
| Czech Albums Chart                  | 3            |
| Danish Albums Chart                 | 2            |
| Dutch Albums Chart                  | 4            |
| European Top 100 Albums             | 13           |
| Finnish Albums Chart                | 1            |
| French Albums Chart                 | 13           |
| German Albums Chart[A]              | 1            |
| Greek Albums Chart[A]               | 37           |
| Hungarian Albums Chart              | 2            |
| Irish Albums Chart                  | 1            |
| Italian Albums Chart                | 2            |
| Japanese Albums Chart               | 2            |
| Mexican Albums Chart[A]             | 2            |
| New Zealand Albums Chart[A]         | 1            |
| Norwegian Albums Chart              | 8            |
| Polish Albums Chart                 | 1            |
| Russian Albums Chart                | 3            |
| Spanish Albums Chart[A]             | 3            |
| Swedish Albums Chart                | 2            |
| Swiss Albums Chart[A]               | 1            |
| UK Albums Chart[A]                  | 1            |
| US Billboard 200                    | 5            |
| US Dance/Electronic Albums          | 1            |

| Регион | Сертификация  | Продажи    |
| --- | ------------- | ---------- |
| Австралия (ARIA) | 3× Платиновый | 210 000^   |
| Бельгия (BEA) | 2× Платиновый | 60 000*    |
| Бразилия (ABPD) | 2× Платиновый | 120 000*   |
| Czech Republic (ČNS IFPI) | —             | 15,000     |
| Дания (IFPI Danmark) | 4× Платиновый | 80 000     |
| Финляндия (Musiikkituottajat) | Платиновый    | 32,922     |
| Франция (SNEP) | 2× Платиновый | 300,000    |
| ССАГПЗ (IFPI Middle East) | Золотой       | 3000*      |
| Греция (IFPI Greece) | Платиновый    | 6000^      |
| Япония (RIAJ) | 2× Платиновый | 548,000    |
| Нидерланды (NVPI) | 2× Платиновый | 120 000^   |
| Новая Зеландия (RMNZ) | 9× Платиновый | 135 000    |
| Норвегия (IFPI Norway) | 3× Платиновый | 60 000*    |
| Польша (ZPAV) | Бриллиантовый | 100 000*   |
| Россия (NFPF) | 4× Платиновый | 80 000*    |
| Сингапур (RIAS) | Платиновый    | 10 000*    |
| Испания (PROMUSICAE) | Платиновый    | 60 000^    |
| Швеция (GLF) | Платиновый    | 40 000     |
| США (RIAA) | 5× Платиновый | 1,650,000  |
| Итого |               |            |
| Европа (IFPI) | 3× Платиновый | 3 000 000* |
| * Данные о продажах приведены только на основе сертификации. · ^ Данные о тиражах приведены только на основе сертификации. · Данные о продажах + прослушиваниях приведены только на основе сертификации. |               |            |